# Рок Ривър
Рок Ривър е река, чиято дължина е 481 km и преминава през щатите Уисконсин и Илинойс. Тя е приток на Мисисипи. Реката е била наименувана като Синисипи от индианците Сауки и Фокс. Името ѝ означава „камениста вода“.
Реката започва с три отделни клона, които се вливат в блатото Хорикон. Най-северният клон, Западният клон, започва точно на запад от село Брандън в окръг Фонд дю Лак, Уисконсин и тече на изток, след това на юг до блатото Хорикън Марш. Южният клон се издига на север от езерото Фокс в окръг Додж и тече на изток през Уапун до блатото. Източният клон се издига югоизточно от Алентън в окръг Вашингтон, точно западно от Ниагарския ескарп и тече на север и запад през Тереза до блатото.
Реката се използва за различни водни и гребни спортове. Пресича пет окръга в Уисконсин, шест окръга в Илинойс и преминава през 37 общини. Бавно движещата се река минава покрай живописни селски пейзажи, пустини и градски райони. Реката е част от Националната система за водни пътеки и първата Национална водна пътека в Уисконсин и Илинойс.

## Галерия
- Път край Рок Ривър в окръг Додж, Уисконсин
- Рок Ривър наводнява центъра на Форт Аткинсън (юни 2004 г.)
- Замръзналата Рок Ривър близо до Орегон, Илинойс